# Омер Талон
Омер Талон (нар. близько 1510 — пом. 1562, Париж) — французький священнослужитель і гуманіст. Учень П'єра де ла Раме, він виступав за розмежування теології та філософії в університетському викладанні.

## Біографія
Родом з Роз'єра, що в єпархії Ам'єна в Пікардії. 1544 року склав присягу і став професором риторики в Колежі кардинала-Лемуана (Паризький університет).
Товаришував з П'єром де Ла Раме, учнем якого був. Він приєднався до нього в коледжі Прель, де жив і викладав до 1558 року, перш ніж стати парафіяльним священиком церкви Сен-Нікола-дю-Шардоне. Талон замінив свого вчителя у викладанні платонізму Цицерона та боротьбі з домінантним тоді арістотелізмом. У своїй праці «Академія» Талон, з одного боку, виступав за зближення риторики та філософії, а з іншого боку, за розмежування вивчення філософії та теології, що потім відкрило перспективу більшої свободи думки у світських дисциплінах.
Талон опублікував різні твори, збірка яких вийшла друком у Базелі в 1575 році.

## Публікації

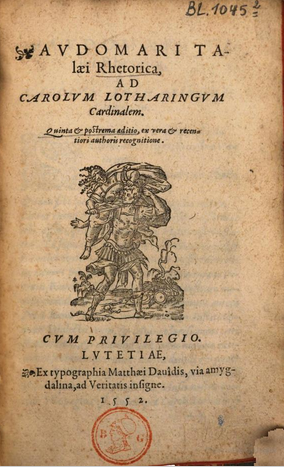
Обкладинка його праці Rhetorica ad Carolum Lotharingum (1552)

- Academia; in Academicum Ciceronis fragmentum explicatio, Paris, chez Jacques Bogard, Mathieu David, Jean de Roigny (1547)
- Rhetorica ad Carolum Lotharingum (1552)
- Praelectionibus observata [et libris duobus divisa] (1572)